# Masdevallia burzlaffiana
Masdevallia burzlaffiana är en orkidéart som beskrevs av Willibald Königer. Masdevallia burzlaffiana ingår i släktet Masdevallia och familjen orkidéer.
Artens utbredningsområde är Guatemala. Inga underarter finns listade i Catalogue of Life.